# Copa Venezuela
La Copa veneçolana de futbol o Copa Venezuela és una competició per eliminatòries disputada per clubs de la primera i segona divisions veneçolanes.
És organitzada per la Federació Veneçolana de Futbol. El vencedor de la competició obté una plaça per disputar la Copa Sud-americana.
El promotor d'aquest torneig, batejat Copa Veneçuela, va ser el senyor Nicolás de las Casas al seu retorn d'Espanya el 1930, essent en aquell temps, president del club Deportivo Venezuela. La copa, en forma d'àmfora, amb cinc facsímils d'ella, va ser donada pel FC Barcelona.

## Historial
Font:

### Era Amateur
Copa Venezuela
- 1932: Unión SC
- 1933: Dos Caminos SC
- 1934: Unión SC
- 1935: Unión SC
- 1936: Unión SC
- 1937: Litoral FC
- 1938: Unión SC
- 1939: No es disputà
- 1940: Unión SC
- 1941: Litoral FC
- 1942: Loyola SC
- 1943: Loyola SC
- 1944: No es disputà
- 1945: Dos Caminos SC
- 1946: No es disputà
- 1947: La Salle FC

Copa Distrito Federal
- 1948: Pampero FC

Copa Junta Militar
- 1949: Deportivo Italia FC
- 1950-1951: No es disputà

Copa Ciudad de Caracas
- 1952: Univ. Central de Venezuela FC

Copa IND
- 1953: CD Vasco
- 1954-1956: No es disputà

### Era Professional
Copa Liga Mayor
- 1957-1958: No es disputà
- 1959: CD Portugués

Copa Naciones
- 1960: Banco Agrícola y Pecuario

Copa Caracas
- 1961: Deportivo Italia FC
- 1962: Deportivo Italia FC
- 1963: UD Canarias
- 1964: Tiquire Flores FC
- 1965: Valencia FC
- 1966: Deportivo Galicia FC
- 1967: Deportivo Galicia FC

Copa Venezuela
- 1968: UD Canarias
- 1969: Deportivo Galicia FC
- 1970: Deportivo Italia FC
- 1971: Estudiantes de Mérida FC

Copa Valencia
- 1972: CD Portugués

Copa Venezuela
- 1973: Portuguesa FC
- 1974: No es disputà
- 1975: Estudiantes de Mérida FC
- 1976: Portuguesa FC
- 1977: Portuguesa FC
- 1978: Valencia FC
- 1979: Deportivo Galicia FC
- 1980: Atlético Zamora
- 1981: Deportivo Galicia FC
- 1982: Deportivo Táchira FC

Copa Bicentenario
- 1983: Deportivo Táchira FC
- 1984: No es disputà

Copa Venezuela
- 1985: Mineros de Guayana
- 1986: No es disputà
- 1987: Caracas FC
- 1988: CS Marítimo de Venezuela
- 1989: CS Marítimo de Venezuela
- 1990: Internacional Pto La Cruz
- 1991: Anzoátegui FC
- 1992: Trujillanos FC
- 1993: Caracas FC
- 1994: Caracas FC
- 1995: ULA FC
- 1996-2006: No es disputà[3]
- 2007: Aragua FC
- 2008: Deportivo Anzoátegui SC
- 2009: Caracas FC
- 2010: Trujillanos FC
- 2011: Mineros de Guayana
- 2012: Deportivo Anzoátegui SC
- 2013: Caracas FC
- 2014: Deportivo La Guaira FC
- 2015: Deportivo La Guaira FC
- 2016: Zulia FC
- 2017: Mineros de Guayana
- 2018: Zulia FC
- 2019: Zamora FC
- 2020-2021: Cancel·lat [a]
- 2022-2023: No es disputà
- 2024: Deportivo La Guaira FC

1. ↑  Cancel·lat per la pandèmia de la COVID-19.